# Seybaplaya (kommun)
Seybaplaya är en kommun vid västra kusten i delstaten Campeche i Mexiko, grundad 1 januari 2021 efter splittring från kommunen Champotón, och ett beslut som togs av delstatskongressen den 28 februari 2019. Administrativ huvudort i kommunen är även dess klart största ort Seybaplaya, men även Villa Madero och Sihochac klassas som urbana orter. Seybaplaya är tillsammans med Dzitbalché de två nya kommunerna som bildades i Campeche 2021. Kommunen har en area på 289,80 kvadratkilometer, vilket gör Seybaplaya till den minsta kommunen sett till area i delstaten. Vid grundandet uppskattades kommunen ha 15 420 invånare.